# Pál Attila
Pál Attila (Budapest, 1959. december 2. –) magyar színész.

## Életpálya
Többféle foglalkozása volt, mielőtt jelentkezett a főiskolára. Például: volt szarvasmarhatelep-vezető, a Terimpexnél bonyolító a baromfiosztályon, aztán jelentkezett a KISZ Központi Művészegyüttesének stúdiójába, mert nagyon szeretett táncolni. Somogyi Tibor koreográfus tanításai bevésődtek a mozdulataiba. 
Aktív táncos mégsem lett, helyette jelentkezett az akkor alakuló Várszínház stúdiójába. Ám innen is idő előtt tovább állt, szállítási előadó lett egy kereskedelmi vállalatnál, majd a matrózképzőbe jelentkezett. Pszichológiai tesztje a Mahartnál egy év szárazföldi tevékenységre "ítélte". 
Ekkor jelentkezett stúdiósnak a Békés Megyei Jókai Színházhoz. Itt Renz Antal volt a mestere. Egy év múlva jelentkezett a Színház- és Filmművészeti Főiskolára. (Abban az évben Békéscsabáról öten tettek sikeres felvételi vizsgát.) Kazán István osztályában végzett. Főiskolásként a Rock Színház és a Fővárosi Operettszínház is foglalkoztatta. 
Egyik főiskolai vizsgamunkája volt a Hazudj igazat: Moncriff Algernonja. Ebben a szerepben látta meg Lendvay Ferenc, a legendás színházvezető, és ajánlott neki szerződést Kecskemétre. Azóta, (1986-tól) a Kecskeméti Katona József Nemzeti Színház tagja. 1991-ben szabadfoglalkozású színművész volt. Erről egy korábbi riportban így beszélt:

„Bal József igazgatóságának utolsó évében döntött úgy, hogy nincs rám szüksége.
- A nézők viszont aláírásgyűjtésbe kezdtek, sőt, tüntetés is volt a Városháza előtt, hogy Pál Attila visszakerüljön a színházba.
- Hihetetlenül sokat jelentett lelkileg, hogy a nézők kiálltak mellettem. Máig hálás vagyok érte! Több mint 3 és félezer aláírást gyűlt össze! Ez is közrejátszott abban, hogy nem kerestem más lehetőséget...”

## Fontosabb színházi szerepei
- Lev Nyikolajevics Tolsztoj – Erwin Piscator – Alfred Neumann – Guntram Prüfer: Háború és béke... Nyikoláj Rosztov gróf
- William Shakespeare: Othello... Rodrigo
- William Shakespeare: Szentivánéji álom... Demetrius
- William Shakespeare: Rómeó és Júlia... Páris
- William Shakespeare: Harmadik Richárd... Sir Robert Brakenbury, a Tower várnagya, III. polgár, Püspök, Norfolk
- Molière: Dandin... Lubin
- Molière: A fösvény... Jacques (Jakab), Harpagon szakácsa és kocsisa
- Arthur Miller: Az ügynök halála... Ben bácsi
- Euripidész: Alkésztisz... Apollón
- Arisztophanész: Lüszisztraté... Kinesiás, Mürriné férje
- Csokonai Vitéz Mihály: Dorottya... Bongorfi
- Katona József: Bánk bán... II.Endre, a magyarok királya
- Móricz Zsigmond: Úri muri... Gosztonyi Bandi
- Móricz Zsigmond – Kocsák Tibor – Miklós Tibor: Légy jó mindhalálig... Sarkadi tanár úr
- Jókai Mór: A komédiás had, avagy Thespis kordéja... Sehi Ferenc úr, intrikus
- Petőfi Sándor: Tigris és hiéna... Elégedetlenkedő
- Székely János: Caligula helytartója... Lucius, fiatal római nemes, Petronius segédtisztje, Lucius, fiatal római nemes, Petronius segédtisztje
- Déry Tibor: Az óriáscsecsemő... Rendőr, Állatszelidítő, Hóhér, Államfő
- Kodály Zoltán: Háry János... Ebelasztin báró
- Pjotr Iljics Csajkovszkij – E. T. A. Hoffmann: A diótörő... Drosselmeyer nagybácsi
- Kálmán Imre: A csárdáskirálynő... Bóni gróf; Kerekes Ferkó
- Kálmán Imre: Marica grófnő... Zsupán
- Kálmán Imre: A Cirkuszhercegnő ... Tony Schlumberger; Wladimir nagyherceg; Alfredo Benelli, cirkuszigazgató
- Lehár Ferenc Cigányszerelem... Boldizsár
- Lehár Ferenc: A víg özvegy... Nyegus, írnok
- Eisemann Mihály: Bástyasétány 77... Szatmári Péter
- Eisemann Mihály – Békeffi István – Halász Imre: Egy csók és más semmi... Dr. Sáfrány
- Jacobi Viktor: Sybill... Petrov
- Jacobi Viktor: Leányvásár... Fritz
- Huszka Jenő – Martos Ferenc: Bob herceg... Lord Lancaster, gárdakapitány
- Huszka Jenő – Martos Ferenc: Lili bárónő... Remeteházi Galambos Frédi
- Kacsóh Pongrác – Heltai Jenő – Bakonyi Károly – Kenessey Jenő: János Vitéz... Bagó; Francia király
- Szirmai Albert – Bakonyi Károly – Gábor Andor: Mágnás Miska... Pixi gróf; Eleméri gróf
- Szilágyi László – Zerkovitz Béla: Csókos asszony... Kubanek Helmuth, a hentes
- Ábrahám Pál: Bál a Savoyban... Musztafa bej
- Ábrahám Pál: Viktória... Jancsi
- Leo Fall: Pompadour... Calicot
- Jacques Offenbach: Orfeusz az alvilágban... Orpheusz
- Hervé: Nebáncsvirág ... Robert
- Iszaak Oszipovics Dunajevszkij: Szabad szél... Márkó, álruhás partizán
- Lionel Bart: Olivér... Bill Sykes, rettegett gazember
- Bereményi Géza – Horváth Károly: Laura... 1. baljós férfi
- Pozsgai Zsolt: Égi szerelem... Zoltán gróf
- Pozsgai Zsolt: Pszicho... Sam
- Pozsgai Zsolt: Kecskeméti Kiskondás... Talánbáró, Bánk cár udvarmestere
- Alfred Jarry: Übü király... Pillér töstér
- Ivo Brešan: Paraszthamlet... Macsak, a szövetkezeti bizottság elnöke, Leartes szerepében
- Rideg Sándor: Indul a bakterház... Jóska csendőr
- Fazekas Mihály – Schwajda György: Lúdas Matyi... Döbrögi
- Paolo és Vittorio Taviani – Ennio Morricone – Bodolay Géza: Előre hát fiúk... Ugo
- Kiss Csaba: A Dög... Pasi
- Rejtő Jenő – Sándor Jenő: Aki mer, az nyer... Rózner Richárd
- Jurij Poljakov: Párcsere... Anton Grigorjevics Dumakov, Anton Grigorjevics Dumakov
- Neil Simon: Furcsa pár(női változat)... Jesus Costazuela
- Ray Cooney: Család ellen nincs orvosság... Őrmester
- Ray Cooney: Páratlan páros... Troughton, felügyelő
- Simon Gray: A játék vége... Henry
- Ingmar Bergman: Jelenetek egy házasságból... Johan 1
- Dale Wasserman: Száll a kakukk fészkére... Dale Harding
- Pierre Barillet – Jean-Pierre Grédy – Nádas Gábor – Szenes Iván: A kaktusz virága... Igor
- William Somerset Maugham – Nádas Gábor – Szenes Iván: Imádok férjhez menni... Frederick Lawndes
- Robert Bloch: Pszicho... Sam, Mary vőlegénye
- Paul Portner: Hajmeresztő... Edward Lawrence, régiségkereskedő
- Presser Gábor – Sztevanovity Dusán – Horváth Péter: A padlás... Barrabás, Révész
- Tolcsvay László – Müller Péter – Bródy János: Doctor Herz... Strasser
- Tolcsvay László – Müller Péter – Müller Péter Sziámi: Isten pénze... Bob Cratchit
- Ganxsta Zolee – Pierrot – Darvasi László: Popeye... Kalóz Aladár, Rabló Jenő
- Peter Buckman: Most mindenki együtt... Gerald
- Illés-együttes – Szente Vajk: Tied a világ!... szereplő
- L. Frank Baum: Óz... Óz
- Csukás István: Ágacska... Dani kacsa
- Békés Pál: A kétbalkezes varázsló... Első Badar, király
- Nemes Nagy Ágnes – Novák János: Bors néni... Vizimolnár
- Forgách András: Holdvilág és utasa... Pataki Zoltán
- Fazekas István: A megvádolt... Szúró
- Claude-Michel Schönberg – Alain Boublil: A nyomorultak... Thenardier, Gazda, 2.Munkás
- Deres Péter – Tormay Cécile: A régi ház... Füger Ottó
- Kaffka Margit: Hangyaboly... Szelényi
- Németh Virág: Lesz vigasz... szereplő
- Németh Virág: Túl az Óperencián... szereplő
- Kerékgyártó István: Rükverc... szereplő
- Gioachino Rossini – Németh Virág: És közben szól a dal...... Broáfka Ottokár
- Gaetano Donizetti – Németh Virág: A manóvizsga... Aszaló doktor
- Gimesi Dóra: Hessmese... Pongrác, tündérpostás
- Alfred Jarry: Übü király... Pillér töstér
- Simon Gray: A játék vége... Henry
- Barabás Tibor – Darvas Szilárd – Gádor Béla: Állami áruház... Glauziusz Kamill, az Áruház főkönyvelője
- Nyikolaj Vasziljevics Gogol: A revizor... Artyemij Zemljanyika, közjóléti főgondnok
- Cseke Péter – Kocsis L. Mihály: Újvilág passió... Don Espagna, később Pilátus
- Lévay Sylvester – Michael Kunze: Elisabeth... Max, Elisabeth apja
- Thornton Wilder: A mi kis városunk... Howie Newsome
- Lehár Ferenc: Luxemburg grófja...Esküvőszervező
- Szikora Róbert – Lezsák Sándor – Zsuffa Tünde: Az ég tartja a földet – Erzsébet, a szerelem szentje... Vincentius, Hermann gróf
- Csokonai Vitéz Mihály: Az özvegy  Karnyóné s két szeleburdiak... Lipittlotty
- Tim Firth: Naptárlányok... John

## Filmek, tv
- Reggelire legjobb a puliszka (1983)...Udvaronc
- A fekete kolostor (1986)
- Nyolc évszak (sorozat) 1. rész (1987) ... Wannabe színész
- Az asszony (1995)

## Díjak, elismerések
- Bács-Kiskun Megye Művészetéért díj
- Megyei Príma-díj  2009
- Pék Matyi-díj 2012
- Magyar Arany Érdemkereszt (2016)
- Katona József-díj 2019
- A Kecskeméti Katona József Színház örökös tagja (2025)[1]